# Ezelsbrug
De Ezelsbrug (brug nr. 1904) is een bouwkundig kunstwerk in Amsterdam-Centrum.

## Geschiedenis
De brug werd aangelegd in het kader van de aanleg van infrastructuur voor voetgangers en fietsers binnen de Oostelijke Eilanden. In de jaren tachtig vond daar uitgebreide sanering en stadsvernieuwing plaats; fabrieksterreinen werden heringericht met woningen. Er kwam dus veel meer verkeer. Tegelijkertijd was men voorstander van gescheiden verkeersstromen tussen langzaam en snel verkeer. De Ezelsbrug kwam over de brede Wittenburgervaart te liggen. Ze verbond de Poolstraat op Wittenburg met de Touwbaan op Oostenburg (later ook met het Touwbaanpark).
De brug is dus alleen toegankelijk voor voetgangers en fietsers; de eerste die de brug overstak was echter een ezel aan de hand van Christie, de levenspartner van kunstenaar Aad Veldhoen. Dat was niet de naamgever van de brug. Die moet gezocht worden in een eigenares van een ezel, die jarenlang de vaart moest oversteken. Er werden ook andere redenen van vernoeming genoemd:
- de naam past bij de dierennamen van andere bruggen in de buurt, zoals de Nijlpaardenbrug over het nabijgelegen entrepotdok
- het verwijst schalks naar het ezelsbruggetje, een geheugensteuntje
- tot slot zou de naam verwijzen naar de problemen tussen de bewoners en de gemeente over het tot stand komen van deze brug: spreekwoordelijk stootte men zich telkens weer aan dezelfde steen.

Er was in de tijd van bouw nauwelijks meer sprake van scheepvaart op de Wittenburgervaart. Een vast brug zou een optie geweest kunnen zijn, maar de scheepswerf van de firma Wiener & Co had nog een toe- en uitgang nodig. Aan de Dienst der Publieke Werken (PW) werd mede gezien het historisch karakter een ophaalbrug te ontwerpen. Een bijkomstigheid daarbij was dat in de opslag van de Gemeente Amsterdam nog de bovenbouw lag van de Petemayenbrug die net vernieuwd was. Aan architect Dirk Sterenberg de taak deze bovenbouw vermoedelijk ontworpen door Wichert Arend de Graaf, ooit baas bij de PW, te integreren in een 20e eeuwse brug. Sterenberg ontwierp een brug die grotendeels van beton is, leuningen en balustraden zijn van metaal. Tussen aanbruggen aan beide zijden hangt de dubbele metalen ophaalbrug. De brug werd geopend op 14 maart 1987 door wethouder Michael van der Vlis.
Andere bruggen van Sterenberg in de buurt in dezelfde infrastructuur zijn de Katbrug, Pelikaanbrug en Nijlpaardenbrug.
De genoemde werf ging begin 21e eeuw tegen de vlakte en maakte plaats voor het Touwbaanpark, zowel een park als een appartementencomplex. Bij het complex zijn aanlegsteigers geplaatst voor sloepen; de brug hoeft echter niet open en dicht voor dergelijke vaartuigen.

## Kunst
De brug biedt uitzicht op de Bandenboot van Robert Jasper Grootveld en de onbestemde Kazemat en kogels.

## Afbeeldingen

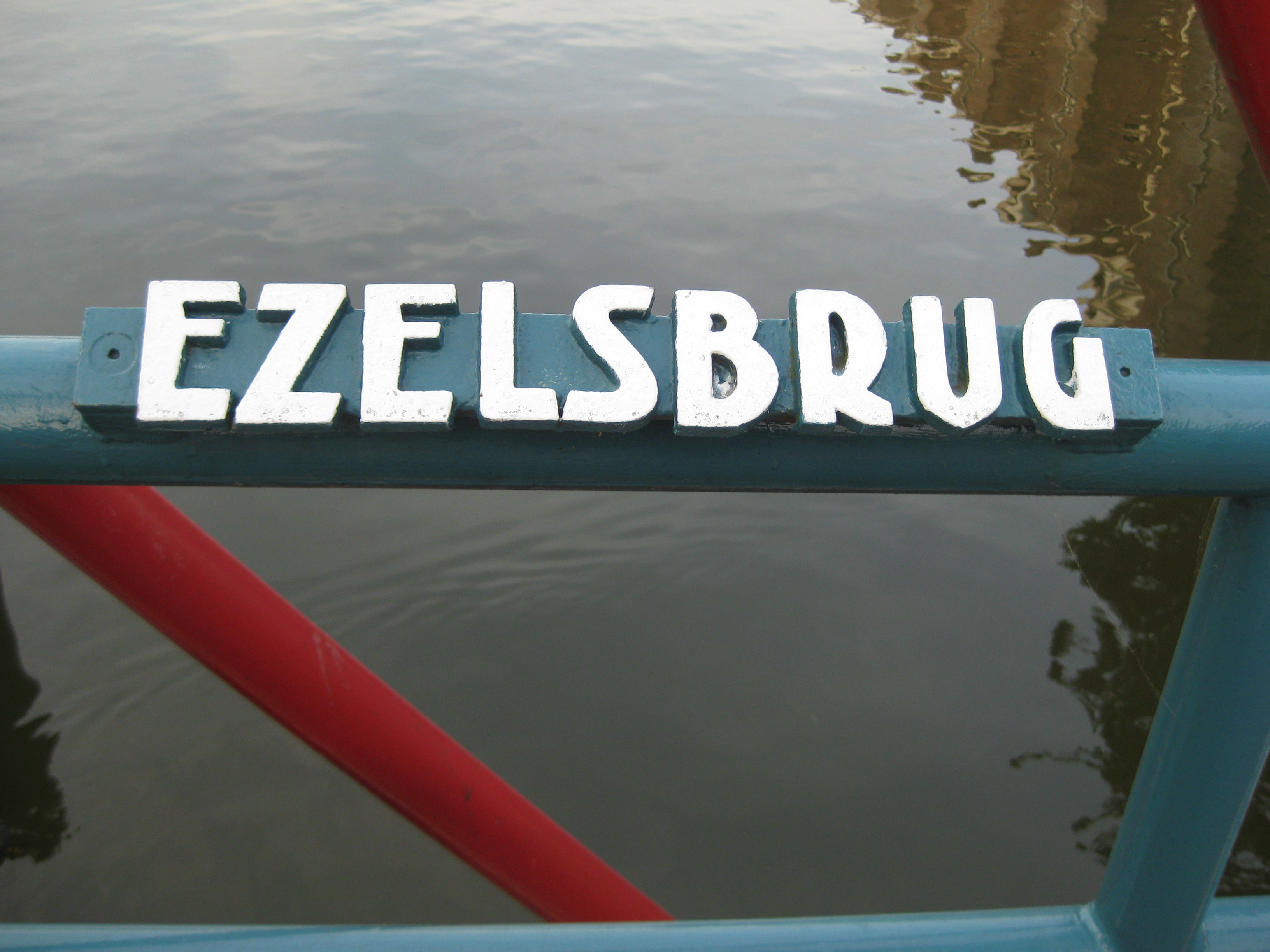
Naambord (augustus 2012)
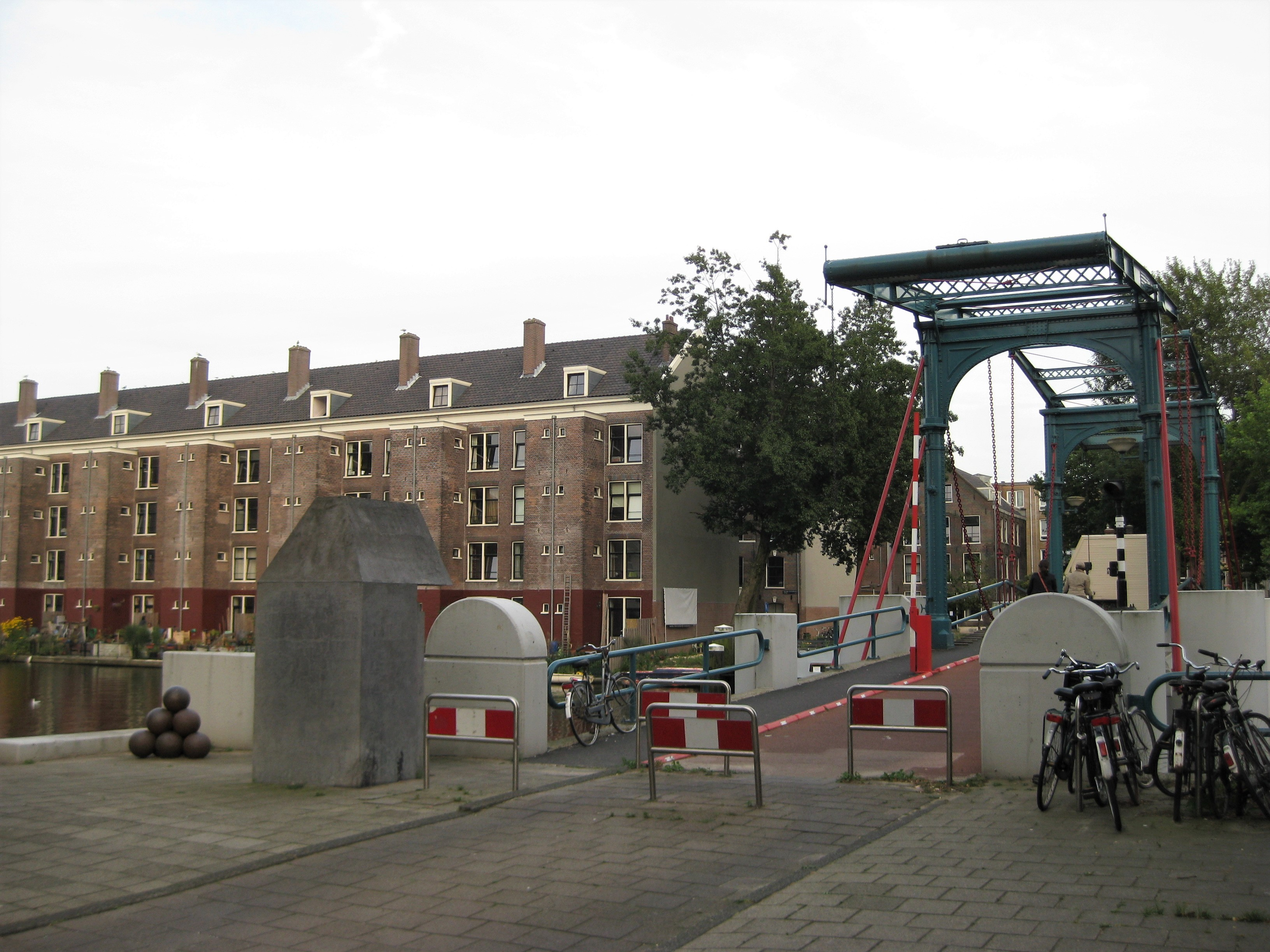
Kanonskogels en kazemat (augustus 2012)
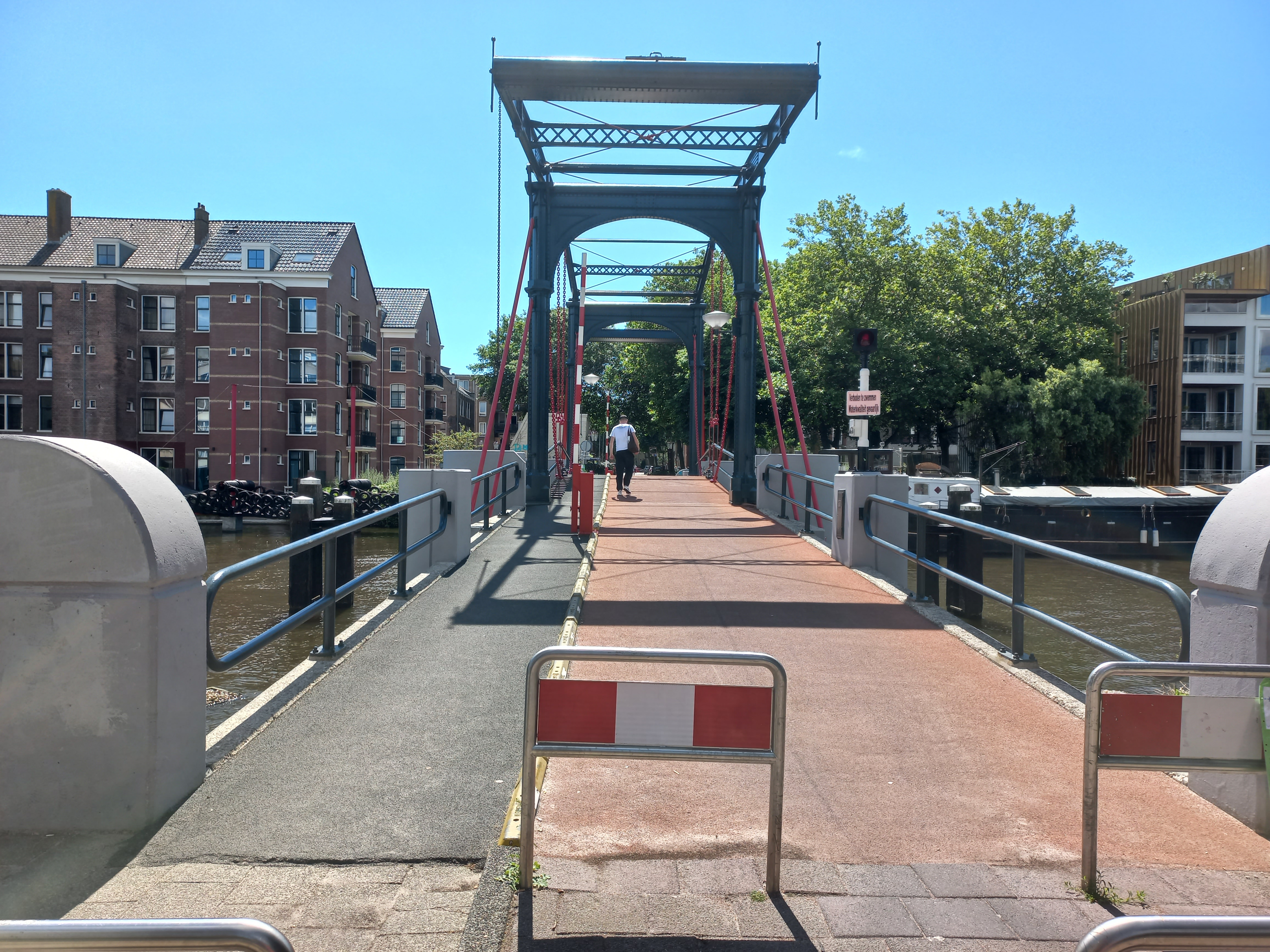
Overzicht vanuit de Poolstraat; links de Bandenboot (juli 2022)

<<< · 1900 · 1901 · 1902 · 1904 · 1906 · 1907 · 1908 · 1909 · 1910 · 1911 · 1913 · 1914 · 1915 · 1916 · 1917 · 1919 · 1920 · 1922 · 1923 · 1925 · 1927 · 1929 · 1930 · 1931 · 1932 · 1933 · 1935 · 1936 · 1937 · 1938 · 1939 · 1940 · 1941 · 1942 · 1944 · 1945 · 1946 · 1947 · 1948 · 1949 · 1950 · 1951 · 1952 · 1953 · 1954 · 1955 · 1956 · 1957 · 1958 · 1959 · 1960 · 1961 · 1962 · 1963 · 1964 · 1965 · 1966 · 1967 · 1968 · 1969 · 1970 · 1971 · 1972 · 1973 · 1974 · 1975 · 1976 · 1977 · 1978 · 1979 · 1980 · 1981 · 1982 · 1983 · 1984 · 1985 · 1986 · 1987 · 1988 · 1989 · 1990 · 1991 · 1992 · 1993 · 1994 · 1995 · 1996 · 1997 · 1998 · 1999 · >>>
Brugnummers 1903, 1905, 1912, 1918, 1921, 1924, 1926, 1928, 1934, 1943 zijn niet (meer) in gebruik (januari 2021)